# Robert Casey (Bischof)

Wappen von Robert Casey als Weihbischof in Chicago

Robert G. Casey (* 23. September 1967 in Chicago, USA) ist ein US-amerikanischer Geistlicher und römisch-katholischer Erzbischof von Cincinnati.

## Leben
Robert Casey empfing am 21. Mai 1994 das Sakrament der Priesterweihe. Er war als Gemeindepfarrer im Erzbistum Chicago tätig und leitete zwischen 1998 und 2003 das Programm Casa Jesus, welches Kandidaten für das Priesteramt unter spanischsprachigen Männern rekrutiert.
Am 3. Juli 2018 ernannte ihn Papst Franziskus zum Titularbischof von Thuburbo Maius und zum Weihbischof in Chicago. Der Erzbischof von Chicago, Blase Joseph Kardinal Cupich, spendete ihm am 17. September desselben Jahres die Bischofsweihe; Mitkonsekratoren waren die emeritierten Weihbischöfe in Chicago, Francis Kane und George Rassas. 2020 ernannte ihn Kardinal Cupich zusätzlich zum Generalvikar des Erzbistums Chicago.
Papst Franziskus bestellte ihn am 12. Februar 2025 zum Erzbischof von Cincinnati. Die Amtseinführung fand am 3. April desselben Jahres statt.